# Championnat d'Algérie de football 1967-1968
Navigation
Nationale I
1966-1967 Nationale I
1968-1969
Le championnat d'Algérie de football 1967-1968 est la 6e édition du championnat d'Algérie de football. Cette édition est organisée en une seule poule de 12 équipes.
L'ES Sétif remporte le titre de champion d'Algérie 1968.

## Résumé de la saison
La saison débute le 1er octobre 1967. Les deux promus sont la JSM Skikda et l'USM Bel-Abbès.
L'ES Sétif réalise le doublé coupe-championnat.
| \| USMAn ESG JSMS MOC ESS NAHD RCK CRB ASMO MCO USMBA MCS \| Localisation des clubs engagés dans le championnat. |
| USMAn ESG JSMS MOC ESS NAHD RCK CRB ASMO MCO USMBA MCS                                                           |

## Classement final
Le classement est établi sur le barème de points suivant : une victoire vaut 3 points, un match nul 2 points et une défaite 1 point.
| Rang | Équipe           | Pts | J  | G  | N | P  | Bp | Bc | Diff |
| ---- | ---------------- | --- | -- | -- | - | -- | -- | -- | ---- |
| 1    | ES Sétif C       | 49  | 22 | 9  | 9 | 4  | 31 | 21 | +10  |
| 2    | MC Oran          | 49  | 22 | 10 | 7 | 5  | 26 | 21 | +5   |
| 3    | CR Belcourt      | 48  | 22 | 11 | 4 | 7  | 39 | 24 | +15  |
| 4    | NA Hussein Dey T | 47  | 22 | 9  | 7 | 6  | 37 | 29 | +8   |
| 5    | ES Guelma        | 45  | 22 | 10 | 3 | 9  | 37 | 30 | +7   |
| 6    | RC Kouba         | 44  | 22 | 7  | 8 | 7  | 32 | 26 | +6   |
| 7    | ASM Oran         | 42  | 22 | 8  | 4 | 10 | 22 | 38 | -16  |
| 8    | MC Saïda         | 42  | 22 | 7  | 6 | 9  | 31 | 32 | -1   |
| 9    | USM Annaba       | 43  | 22 | 6  | 8 | 8  | 20 | 24 | -4   |
| 10   | USM Bel-Abbès P  | 41  | 22 | 5  | 9 | 8  | 21 | 21 | 0    |
| 11   | JSM Skikda P     | 41  | 22 | 7  | 5 | 10 | 23 | 30 | -7   |
| 12   | MO Constantine   | 37  | 22 | 6  | 3 | 13 | 26 | 49 | -23  |

Résultat
- Champion d'Algérie 1967-1968

Relégation
- Relégation en Nationale II

Abréviations
T : Tenant du titre

C : Vainqueur de la Coupe d'Algérie 1967-1968

P : Promus de Nationale II

### Résultats
| Résultats (▼dom., ►ext.)                                   | ASMO | CRB | ESG | ESS | JSMS | MCO | MCS | MOC | NAHD | RCK | USMAn | USMBA |
| ASM Oran                                                   |      | 1-0 | 2-0 | 0-2 | 2-1  | 1-1 | 1-1 | 3-1 | 2-1  | 1-1 | 1-3   | 2-0   |
| CR Belcourt                                                | 3-0  |     | 1-3 | 1-1 | 4-0  | 1-0 | 5-2 | 4-1 | 2-0  | 4-2 | 4-1   | 1-0   |
| ES Guelma                                                  | 1-3* | 0-0 |     | 1-0 | 1-2  | 2-0 | 1-0 | 3-0 | 0-1  | 2-1 | 1-0   | 3-1   |
| ES Sétif                                                   | 2-2  | 1-0 | 1-1 |     | 1-0  | 3-0 | 1-0 | 3-1 | 1-1  | 3-3 | 3-0   | 2-0   |
| JSM Skikda                                                 | 1-0  | 3-1 | 1-0 | 2-2 |      | 0-3 | 2-1 | 1-0 | 1-1  | 0-2 | 2-0   | 1-1   |
| MC Oran                                                    | 1-2  | 1-1 | 3-2 | 3-0 | 1-0  |     | 2-0 | 3-1 | 0-0  | 1-0 | 1-0   | 2-1   |
| MC Saïda                                                   | 1-2  | 0-0 | 5-2 | 2-1 | 2-0  | 2-2 |     | 3-1 | 1-0  | 2-1 | 2-2   | 2-1   |
| MO Constantine                                             | 3-1  | 0-2 | 2-2 | 2-1 | 3-1  | 1-1 | 2-0 |     | 1-2  | 2-1 | 2-0   | 1-1   |
| NA Hussein Dey                                             | 4-0  | 0-3 | 5-4 | 0-0 | 3-3  | 2-0 | 2-1 | 5-1 |      | 2-0 | 4-2   | 1-0   |
| RC Kouba                                                   | 3-0  | 3-2 | 2-0 | 2-3 | 2-1  | 0-0 | 1-1 | 6-0 | 2-1  |     | 0-0   | 0-0   |
| USM Annaba                                                 | 3-0  | 2-0 | 3-1 | 0-0 | 1-0  | 1-1 | 2-1 | 2-0 | 1-1  | 0-0 |       | 0-1   |
| USM Bel-Abbès                                              | 2-0  | 3-0 | 1-0 | 0-0 | 1-1  | 1-2 | 1-1 | 4-0 | 2-2  | 0-0 | 0-0   |       |
| - Victoire à domicile - Match nul - Victoire à l'extérieur |      |     |     |     |      |     |     |     |      |     |       |       |

## Meilleurs buteurs
| Rang | Joueur             | Club           | Buts |
| ---- | ------------------ | -------------- | ---- |
| 1    | Mokhtar Kalem      | CR Belcourt    | 15   |
| 2    | Noureddine Hachouf | ES Guelma      | 12   |
| 2    | Boualem Amirouche  | RS Kouba       | 12   |
| 2    | Aouar              | NA Hussein Dey | 12   |
| 4    | Messaoud Koussim   | ES Sétif       | 11   |
| 5    | Naïli              | ES Guelma      | 10   |
| 5    | Abdelhamid Salhi   | ES Sétif       | 10   |

Buteurs par équipe
| Club           | Buteurs (buts) |
| -------------- | --- |
| ASM Oran       | Hasni (7), Bendida (6), Reguig (5), Bessol (3), Kechra (2).                                                                 |
| CR Belcourt    | Kalem (15), Selmi (6), Bacha (4), Benakil, Lemoui, Achour et Boudjenoun (2), Abbès, Hamiti, Djemaâ, Boussaâdi, Messahel (1) |
| ES Guelma      | Hachouf (12), Naïli (10), Belliroun (3), Chekati, Seridi II, Seridi I (2), Mahmah (1).                                      |
| ES Sétif       | Koussim (11), Salhi (10), Ghodbane, Messaoudi, Mattem, Kharchi (2), Bourouba, Belkheir, Gharzouli (1).                      |
| JSM Skikda     | Saheb (8), Chelighem (4), Bouchache, Boudrar, Draoui (2), Lahrèche, Aït Fertah; Djessel (1).                                |
| MC Oran        | Hamida (9), Fréha (7), Bel Abbès (5), Krimo (3), Meguenine (2), Hadefi, Bouhadji (1).                                       |
| MC Saïda       | Kerroum (8), Tab (7), Kebaïli et Sahraoui (4), Tlemcani (3), Maâchou, Mokri, Boufeldja, Bourahla (1).                       |
| MO Constantine | Zefzef (9), Sofiane (4), Ali Moknache (3), Boudemagh (2), Saâdane, Boulahdid, Laoubi, Boudemagh II, Fendi, Rabah (1).       |
| NA Hussein Dey | Aouar (12), Saâdi (7), Bahmane et Oualiken (4), Kassoul (3), Bouyahi, Djebbar (2), Bouali (1).                              |
| RC Kouba       | Amirouche (12), Bakou (5), Aït Chegou IV (4), Benyahia et Aït Chegou III (3), Ahmed, Haddadi (2), Ghani (1).                |
| USM Annabḁ     | Haouès (6), Benslimane (5), Tadjet (4), Hadjou (3), Bouden, Bounour (2), Mebarek (1).                                       |
| USM Bel-Abbès  | Hamri (9), Abdi (3), Lacarne, Madjid (2), Bensebagh, Mahmoud, Ighli, Dehim (1).                                             |

Ont marque contre leur camp
- Zouyène (JSMS), Lemoui (CRB), Ahmed (RCK), Hadjou (USMAn), Bouchache (JSMS), Hamiti (CRB), Tchier (ESS), Zouaoua (RCK), Lacarne (USMBA).